# Traum Schallplatten
Traum Schallplatten est un label de musique électronique allemand basé à Cologne et fondé en 1998.
Le label est constitué des sous-labels Traum, Trapez, Trapez Ltd, MBF, MBF Ltd, Paintwork, Zaubernuss et Telrae.
Le label a édité de nombreux artistes réputés comme Dominik Eulberg, Extrawelt, Fairmont, Franz Alice Stern, Philippe Cam et Nathan Fake.